# Šumska kokoška
Šumska kokoška (gnezdovica; lat. Neottia nidus-avis), vrsta orhideje iz roda čopotac ili kokoška raširena po velikim dijelovima Euroazije, uključujući i Hrvatsku.
Šumska kokoška ne vrši fotosintezu i sva njezina prehrana dolazi iz organskih tvari koje joj osiguravaju gljive, što se naziva holomikotrofija, i oblik je mikotrofije. 

## Sinonimi
- Distomaea nidus-avis (L.) Spenn.
- Epipactis nidus-avis (L.) Crantz
- Helleborine nidus-avis (L.) F.W.Schmidt
- Helleborine succulenta F.W.Schmidt
- Listera nidus-avis (L.) Curtis
- Malaxis nidus-avis (L.) Bernh.
- Neottia macrostelis Peterm.
- Neottia nidus-avis f. dilatata Zapal.
- Neottia nidus-avis f. glandulosa Beck
- Neottia nidus-avis f. micrantha Zapal.
- Neottia orobanchoidea St.-Lag.
- Neottia squamosa Dulac
- Neottidium nidus-avis (L.) Schltdl.
- Ophrys nidus-avis L.
- Serapias nidus-avis (L.) Steud.

## Vanjske poveznice
- Bird's Nest Orchid (engl.)

|  | Zajednički poslužitelj ima stranicu o temi Neottia nidus-avis    |
|  | Zajednički poslužitelj ima još gradiva o temi Neottia nidus-avis |
|  | Wikivrste imaju podatke o taksonu Neottia nidus-avis             |